# Svanatjärnarna (Stensele socken, Lappland, 721379-157504)
Svanatjärnarna är en sjö i Storumans kommun i Lappland och ingår i Umeälvens huvudavrinningsområde.